# Friedrich Christoph Wilhelm Alefeld
Friedrich Georg Christoph Alefeld, conocido también como Friedrich Alefeld, (21 de octubre de 1820, Weiterstadt-Gräfenhausen-28 de abril de 1872, Ober-Ramstadt), fue un botánico, autor y médico.
Describe numerosas especies vegetales en sus trabajos publicados, con particular interés en leguminosas y en Malvaceae. Hizo un esforzada obra sistemática de los cultivos alemanes, y tratados de baños de hierbas, y la utilidad de las plantas cultivadas. Un número de sus ensayos aún aparecen en la literatura botánica actual.

## Obra
- Artículos en Oesterreichische Botanische Zeitschrift (Oesterr. Bot. Z.) La revista Austríaca de Botánica

- Landwirthschaftliche flora(Landw. Fl.) oder Die nutzbaren kultivirten Garten- und Feldgewächse Mitteleuropa's in allen ihren wilden und Kulturvarietäten für Landwirthe, Gärtner, Gartenfreunde und Botaniker insbesondere für landwirthschaftliche Lehranstalten. Berlín, Wiegandt y Hempel, 1866

- Grundzüge der Phytobalneologie; oder, Der Lehre von den Kräuter-Bädern. Neuwied, Heuser, 1863

- Die Bienen-Flora Deutschlands und der Schweiz. Neuwied, Heuser, 1863. (Flora Apícola en Alemania y en Suiza)

Trabajo descriptivo de plantas de la región polinizadas por abejas
IPNI da 360 nombres específicos con la abreviación "Alefeld" como el autor de las descripciones aceptadas. Muchos permanecen actualmente.
- La abreviatura «Alef.» se emplea para indicar a Friedrich Christoph Wilhelm Alefeld como autoridad en la descripción y clasificación científica de los vegetales.[1]